# حسین حاتمی (نظامی)
حسین حاتمی (۱۳۲۷ پاسارگاد - تیر ۱۳۹۴ تهران) نظامی ایرانی و از فرماندهان ارتش جمهوری اسلامی ایران و فرمانده دانشگاه افسری امام علی بود. وی در تیرماه ۹۴ پس از تحمل یک دوره بیماری ناشی از جراحات باقیمانده از جنگ ایران و عراق منجر به سرطان غدد لنفاوی در گذشت.